# Media (matemáticas)

Visualización geométrica de la moda, la mediana y de la media de una función arbitraria de densidad de probabilidad.

En matemáticas y estadística, una media o promedio es una medida de tendencia central. Es una cantidad numérica que representa el centro de una colección de números y es un valor intermedio a los extremos de un conjunto de números.  Resulta al efectuar una serie determinada de operaciones con un conjunto de números y que, en determinadas condiciones, puede representar por sí solo a todo el conjunto. En matemáticas y especialmente en el ámbito de la estadística, existen distintos tipos de medias (o "medidas de tendencia central"), tales como la media geométrica, la media ponderada y la media armónica aunque en el lenguaje común, tanto en estadística como en matemáticas la elemental de todas ellas es el término que se refiere generalmente a la media aritmética.  Cada una intenta resumir o tipificar un grupo dado de datos, ilustrando la magnitud y el signo del conjunto de datos. Cuál de estas medidas es más esclarecedora depende de lo que se esté midiendo y del contexto y el propósito.
Para una población finita, la media poblacional de una propiedad es igual a la media aritmética de una propiedad determinada, teniendo en cuenta a cada miembro de la población. Por ejemplo, la altura promedio de una población es igual a la suma de las alturas de cada individuo dividida por el número total de individuos. La media muestral puede diferir de la media poblacional, especialmente para muestras pequeñas. La ley de los grandes números establece que cuanto mayor sea el tamaño de la muestra, mayor será la probabilidad de que la media muestral se acerque a la media poblacional.

## Ejemplos de medias

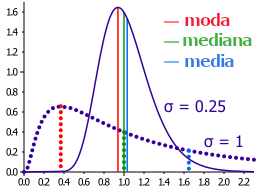
Comparación de la media aritmética (azul), la mediana (verde) y la moda (rojo) de dos distribuciones log-normal con diferente asimetría

Existen numerosos ejemplos de medias {\displaystyle \scriptstyle {\bar {x}}=m_{i}(x_{1},\dots ,x_{n})}, una de las pocas propiedades compartidas por todas las medias es que cualquier media está comprendida entre el valor máximo y el valor mínimo del conjunto de variables:

{\displaystyle \min\{x_{1},x_{2},\dots x_{n}\}\leq {\bar {x}}\leq \max\{x_{1},x_{2},\dots x_{n}\}}

Además debe cumplirse que:

{\displaystyle {\bar {x}}=x_{1},\quad {\mbox{si}}\ x_{1}=x_{2}=\dots =x_{n}}.

### Media aritmética
La media aritmética es un promedio estándar que a menudo se denomina promedio.

{\displaystyle {\bar {x}}={\frac {1}{n}}\sum _{i=1}^{n}{x_{i}}}

La media se confunde a veces con la mediana o moda. La media aritmética es el promedio de un conjunto de valores, o su distribución; sin embargo, para las distribuciones con sesgo, la media no es necesariamente el mismo valor que la mediana o que la moda exponencial y de Poisson.
Por ejemplo, la media aritmética de 34, 27, 45, 55, 22, 34 (seis valores) es {\displaystyle {\tfrac {34+27+45+55+22+34}{6}}\ ={\tfrac {217}{6}}\approx 36,167}

#### Media aritmética ponderada
A veces puede ser útil otorgar pesos o valores a los datos dependiendo de su relevancia para determinado estudio. En esos casos se puede utilizar una media ponderada. Si {\displaystyle X_{1},X_{2},\ldots ,X_{n}} es un conjunto de datos o media muestral y {\displaystyle w_{1},w_{2},\ldots ,w_{n}} son números reales positivos, llamados "pesos" o factores de ponderación, se define la media ponderada es decir que es relativa a esos pesos como:

{\displaystyle {\bar {X}}_{w}={\frac {X_{1}\cdot w_{1}+X_{2}\cdot w_{2}+\ldots +X_{n}\cdot w_{n}}{w_{1}+w_{2}+\ldots +w_{n}}}={\frac {\sum _{i=1}^{n}X_{i}\cdot w_{i}}{\sum _{i=1}^{n}w_{i}}}}

La media es invariante frente a transformaciones lineales, cambio de origen y escala, de las variables, es decir si X es una variable aleatoria e Y es otra variable aleatoria que depende linealmente de X, es decir, Y = a·XL + b (donde a representa la magnitud del cambio de escala y b la del cambio de origen) se tiene que:

{\displaystyle {\bar {Y}}=a{\bar {X}}+b}

### Media geométrica
La media geométrica es un promedio muy útil en conjuntos de números que son interpretados en orden de su producto, no de su suma (tal y como ocurre con la media aritmética). Por ejemplo, las velocidades de crecimiento.
{\displaystyle {\bar {x}}=\left(\prod _{i=1}^{n}{x_{i}}\right)^{1/n}}
Por ejemplo, la media geométrica de la serie de números 1,2,3,4,5,9 (seis valores) es 
{\displaystyle (1\cdot 2\cdot 3\cdot 4\cdot 5\cdot 9)^{1/6}=1080^{1/6}\approx 3,203}

### Media armónica
La media armónica es un promedio muy útil en conjuntos de números que se definen en relación con alguna unidad, por ejemplo la velocidad (distancia por unidad de tiempo).
{\displaystyle {\bar {x}}=n\cdot \left(\sum _{i=1}^{n}{\frac {1}{x_{i}}}\right)^{-1}}
Por ejemplo, la media armónica de los números: 34, 27, 45, 55, 22, y 34 es:
{\displaystyle {\frac {6}{{\frac {1}{34}}+{\frac {1}{27}}+{\frac {1}{45}}+{\frac {1}{55}}+{\frac {1}{22}}+{\frac {1}{34}}}}\approx 33,018}

### Generalizaciones de la media
Existen diversas generalizaciones de las medias anteriores.

#### Media generalizada
Las medias generalizadas, también conocidas como medias de Hölder, son una abstracción de las medias cuadráticas, aritméticas, geométricas y armónicas. Se definen y agrupan a través de la siguiente expresión:

{\displaystyle {\bar {x}}(m)=\left({\frac {1}{n}}\cdot \sum _{i=1}^{n}{x_{i}^{m}}\right)^{1/m}}

Eligiendo un valor apropiado del parámetro m, se tiene:
- {\displaystyle m\rightarrow \infty } - máximo,
- {\displaystyle m=2\,} - media cuadrática,
- {\displaystyle m=1\,} - media aritmética,
- {\displaystyle m\rightarrow 0} - media geométrica,
- {\displaystyle m=-1\,} - media armónica,
- {\displaystyle m\rightarrow -\infty } - mínimo.

#### Media-fgeneralizada
Esta media puede generalizarse para una función monótona como la media-f generalizada:

{\displaystyle {\bar {x}}=f^{-1}\left({{\frac {1}{n}}\cdot \sum _{i=1}^{n}{f(x_{i})}}\right)}

donde {\displaystyle f:I\to I} sea una función inyectiva e {\displaystyle I\subset \mathbb {R} } un intervalo. Escogiendo formas particulares para f se obtienen algunas de las medias más conocidas:
- {\displaystyle f(x)=x\,} - media aritmética, {\displaystyle I=\mathbb {R} }
- {\displaystyle f(x)={\frac {1}{x}}} - media armónica, {\displaystyle I=(0,\infty )}
- {\displaystyle f(x)=x^{m}\,} - media generalizada, {\displaystyle I=(0,\infty )}
- {\displaystyle f(x)=\ln x\,} - media geométrica, {\displaystyle I=(0,\infty )}.

#### Media de una función
Para una función continua {\displaystyle f} sobre un intervalo [a,b], se puede calcular el valor medio de función 
{\displaystyle f} sobre [a,b] como: 

{\displaystyle {\bar {f}}={\frac {1}{b-a}}\int _{a}^{b}f(t)dt}

De hecho la definición anterior vale aun para una función acotada aunque no sea continua, con la condición de que sea medible.

## Ubicación estadística
En estadística descriptiva, la media puede confundirse con la mediana, la moda o el centro del rango, porque cualquiera de ellas puede denominarse "promedio" (más formalmente, una medida de tendencia central). El valor medio de un conjunto de observaciones es la media aritmética de los valores; sin embargo, para distribuciones asimétricas, la media no es necesariamente la misma que el centro (mediana) o el valor más probable (moda). Por ejemplo, el ingreso medio suele estar sesgado hacia arriba debido al pequeño número de personas con ingresos muy altos, de modo que la mayoría tiene ingresos inferiores al promedio. Por el contrario, el ingreso medio es el nivel en el que la mitad de la población está por debajo y la otra mitad por encima. El ingreso modus es el ingreso más probable y beneficia a más personas con ingresos más bajos. Si bien la mediana y la moda suelen ser medidas más intuitivas para datos tan asimétricos, muchas distribuciones asimétricas en realidad se describen mejor por su media, incluidas las distribuciones exponencial y de Poisson.

## Media estadística
La media estadística se usa en estadística para dos conceptos diferentes aunque numéricamente similares:
- La media muestral, que es un estadístico que se calcula a partir de la media aritmética de un conjunto de valores de una variable aleatoria.
- La media poblacional, valor esperado o esperanza matemática de una variable aleatoria.

En la práctica dada una muestra estadística suficientemente grande el valor de la media muestral de la misma es numéricamente muy cercano a la esperanza matemática de la variable aleatoria medida en esa muestra. Dicho valor esperado, solo es calculable si se conoce con toda exactitud la distribución de probabilidad, cosa que raramente sucede en la realidad, por esa razón, a efectos prácticos la llamada media se refiere normalmente a la media muestral.

### Media muestral
La media muestral es una variable aleatoria, ya que depende de la muestra, si bien es una variable aleatoria en general con una varianza menor que las variables originales usadas en su cálculo. Si la muestra es grande y está bien escogida, puede tratarse la media muestral como un valor numérico que aproxima con precisión la media poblacional, que caracteriza una propiedad objetiva de la población. Se define como sigue, si se tiene una muestra estadística de valores {\displaystyle (X_{1},X_{2},\ldots ,X_{n})} para una variable aleatoria X con distribución de probabilidad F(x,θ) [donde θ es un conjunto de parámetros de la distribución] se define la media muestral n-ésima como:

{\displaystyle {\bar {X}}_{n}=T(X_{1},X_{2},\ldots ,X_{n})={\frac {1}{n}}\sum _{i=1}^{n}X_{i}={\frac {X_{1}+X_{2}+\ldots +X_{n}}{n}}}.

### Media poblacional
La media poblacional técnicamente no es una media sino un parámetro fijo que coincide con la esperanza matemática de una variable aleatoria. El nombre "media poblacional" se usa para significar qué valor numérico de una media muestral es numéricamente cercano al parámetro media poblacional, para una muestra adecuada y suficientemente grande.

## Usos

### Evaluación general
El promedio se utiliza ampliamente en la evaluación escolar. En muchos sistemas escolares, parte de la evaluación del estudiante resulta en una calificación numérica. Por ejemplo:
- en España: de 0 a 10
- en Francia, Túnez, Argelia y Marruecos: de 0 a 10 o de 0 a 20 (siendo 0 la peor puntuación, 10 o 20 la mejor);
- en Suiza: del 1 al 6 (siendo 1 la peor nota, 6 la mejor);
- en Alemania: de 6 a 1 (siendo 6 la peor puntuación, 1 la mejor);
- en Canadá: de 0 a 100 (siendo 0 la peor puntuación, 100 la mejor);
- en Dinamarca: de -3 a 12 (-3 es la peor puntuación, 12 la mejor).

Podemos entonces calcular el promedio de las calificaciones de una clase en una materia, o el promedio de las calificaciones de un estudiante en una materia. Estos promedios tienen diferentes significados:
- Se supone que el promedio de la clase representa un "nivel general", si eso tiene algún sentido;
- en el caso de un examen de gran envergadura, como el bachillerato en Francia o la selectividad en España, donde muchos alumnos hacen el mismo examen pero son corregidos por profesores diferentes, la diferencia de medias entre grupos puede indicar una diferencia de corrección según el profesor (algunos más severos, otros más tolerantes), y por ejemplo, se puede realizar una corrección de notas, una «alineación», de manera que todos los grupos tengan la misma media; por ejemplo, si m1, m2… son los promedios del grupo y M el promedio general, entonces las calificaciones del grupo i se multiplicarán por M/mi;
- en el caso de un estudiante: el promedio de las notas de una asignatura permite nivelar los resultados; Así pues, si los resultados son fluctuantes, las debilidades de un momento se compensan con los éxitos de otro momento;
- el promedio de las notas de un estudiante en varias asignaturas es otra forma de nivelar los resultados, ya no en el tiempo sino en función de la asignatura: los puntos fuertes compensan los puntos débiles; la media es entonces un criterio de selección, sabiendo que lo que se exige de un alumno no es que sea bueno en todo, sino que tenga cualidades que le permitan compensar sus defectos; Cuando ciertos temas son más importantes que otros, se aplican coeficientes de ponderación (ver más abajo).

En estos ejemplos, el promedio es un suavizado de los valores. Por supuesto, se puede preguntar si el promedio es un criterio de selección relevante (ver Evaluación sumativa); En general, este no es el único criterio que entra en juego, con excepción de ciertos exámenes y oposiciones.

### Estadística
La media es el valor único que deben tener todos los individuos de una población (o muestra) para que su total no varíe. Es un criterio de posición.
En la mayoría de los casos, el total formado por los individuos de una población es la suma de sus valores. El promedio es entonces la media aritmética. Pero si el total representado por una población o muestra no es la suma de sus valores, la media relevante ya no será la media aritmética.
Si, por ejemplo, el total de un conjunto de individuos es el producto de sus valores, es apropiado calcular su media geométrica.
Por tanto, el promedio sólo puede concebirse para una variable cuantitativa. No podemos sumar los valores de una variable cualitativa. Cuando la variable sea ordinal se preferirá la mediana.

### Geometría
El baricentro de un conjunto finito de puntos en el plano o espacio afín (posiblemente con pesos positivos o negativos) está definido por una relación vectorial y corresponde esencialmente a la noción física de centro de masa.
Las coordenadas cartesianas de este baricentro en un marco de referencia están dadas por la media aritmética ponderada de las coordenadas de los diferentes puntos.

### Análisis
La media de Cesàro asegura que para cualquier secuencia convergente u, la secuencia de medias parciales
{\displaystyle \left({\dfrac {1}{n+1}}\sum _{k=0}^{n}u_{k}\right)_{n\in \mathbb {N} }} 
también converge al mismo límite.
Este resultado nos permite extender la noción de límite a sucesiones divergentes pero para las que la sucesión de medias parciales converge, como por ejemplo la sucesión (−1)nn⩾0, cuyas medias parciales tienden a 0, o la serie asociada, llamada serie de Grandi, a la que entonces atribuimos el límite 1/2.
Este método se utiliza, por ejemplo, en la definición de la suma de Fejér.

### Probabilidades
La media empírica de una muestra de variables aleatorias reales (X1, … , Xn) es simplemente la media aritmética de estas variables, denotada {\displaystyle {\overline {X}}} o {\displaystyle {\overline {X}}_{n}}. Es una variable que tiene la misma expectativa que las variables Xi pero una varianza dividida por n (bajo la condición de existencia). Sirve en particular como estimador (estadístico) de la expectativa.

### Física
Las reglas de conservación para diferentes cantidades físicas conducen al uso de promedios diferentes.
Así, la Capacidad eléctrica promedio de los condensadores en serie es la media armónica de sus capacitancias, como la resistencia promedio (electricidad) de los conductores óhmicos en paralelo.
Como la energía cinética depende linealmente del cuadrado de la velocidad, la velocidad promedio de un conjunto de partículas agitadas térmicamente es la media cuadrática de las velocidades individuales.